# 绵阳城市学院
绵阳城市学院，简称绵城，是位于中國四川省绵阳市游仙区的一所民办普通高等学校。

## 历史
2002年，现校址建立绵阳万博公学，由万博集团投资。
2006年，西南科技大学城市学院成立。该院是由西南科技大学申办，合肥万博社会事业发展集团有限公司投资的一所民办本科独立学院。由西南科技大学申办，万博集团投资，此时学院与绵阳万博公学合用一个校区办学。
2008年，绵阳万博公学停止办学，现校址从此为学院独有。
2014年，学院购买安县花荄镇滨河路西侧500亩土地修建新校区，2016年9月投入使用。
2021年5月17日，教育部发展规划司发布公示，拟同意该院转设为民办本科高校绵阳城市学院。2021年6月，经主管部门批准，该校自当年高招起改以绵阳城市学院名义招生。

## 院系设置
- 土木与环境工程学院
- 工程与应用技术学院
- 经济管理学院
- 通识教育学院
- 鼎利学院